# Long Hưng, Hưng Yên
Long Hưng là một xã thuộc tỉnh Hưng Yên, Việt Nam.

## Địa lý
Xã Long Hưng nằm ở phía đông tỉnh Hưng Yên, có vị trí địa lý:
- Phía đông giáp xã Ngự Thiên và xã Tiên La.
- Phía nam giáp xã Lê Quý Đôn.
- Phía bắc và tây bắc giáp xã Tiên Lữ và xã Tân Hưng.
- Phía tây giáp xã Trần Thương và xã Bắc Lý của tỉnh Ninh Bình, có ranh giới tự nhiên là sông Hồng.

## Lịch sử
Ngày 16 tháng 6 năm 2025, Ủy ban Thường vụ Quốc hội ban hành Nghị quyết số 1666/NQ-UBTVQH15 về việc sắp xếp các đơn vị hành chính cấp xã của tỉnh Hưng Yên năm 2025. Theo đó, sắp xếp toàn bộ diện tích tự nhiên, quy mô dân số của thị trấn Hưng Nhân và các xã Thái Hưng (huyện Hưng Hà), Tân Lễ, Tiến Đức, Liên Hiệp thành xã mới có tên gọi là xã Long Hưng.